# NGC 7624
NGC 7624 é uma galáxia espiral barrada (SBc) localizada na direcção da constelação de Pegasus. Possui uma declinação de +27° 18' 53" e uma ascensão recta de 23 horas, 20 minutos e 22,6 segundos.
A galáxia NGC 7624 foi descoberta em 2 de Outubro de 1878 por Édouard Jean-Marie Stephan.